# 6906 Johnmills
6906 Johnmills (1990 WC) là một tiểu hành tinh vành đai chính được phát hiện ngày 19 tháng 11 năm 1990 bởi R. H. McNaught ở Siding Spring.